# Cimanes de la Vega
Cimanes de la Vega è un comune spagnolo di 636 abitanti situato nella comunità autonoma di Castiglia e León. Il luogo più interessante di questo paesino è l'eremo della Virgen de la Vega o Madonna della Vega.